# Jorge Zambrana
Jorge Carlos Zambrana Echagüe (Montevideo, Uruguay, 28 de marzo de 1986) es un futbolista uruguayo. Juega de delantero, segunda punta o mediapunta. Actualmente se encuentra jugando en Bella Italia.

## Trayectoria
Jorge Zambrana debutó en primera división con River Plate de Uruguay en 2007 luego de ser ascendido al plantel principal desde las inferiores. Consiguió durante su pasaje por River Plate las semifinales de la Copa Sudamericana 2009, además de alcanzar la final del Torneo Clausura del año 2008, que perdió River con Peñarol por 5-3.
En agosto de 2011 cambió por primera vez de equipo y fue cedido a Peñarol donde debutó el 21 del mismo mes frente a El Tanque Sisley en la victoria por 2-0 del equipo. En Peñarol fue campeón uruguayo 2012-2013 donde convirtió 3 goles. 
En julio de 2013 es fichado por Carabobo de Venezuela en su primer paso donde disputó 15 partidos y anotó 1 gol.
Aprincipios de 2014 vuelve a su país natal para jugar en Danubio donde disputó 10 partidos y terminar consagrándose campeón uruguayo 2013-14 con la franja.
En agosto de 2014 ficha por Fénix de Uruguay donde disputó 10 partidos y anotó 1 gol.
En enero de 2015 ficha por Cerro Largo de Uruguay donde disputó 2 partidos.
Amediados de 2015 ficha por Boston River de Uruguay disputó 7 partidos y anotó 1 gol.
En el año 2016 ficha para San Martín de Tucumán de Argentina en su segundo paso internacional jugó 7 partidos y se consagra campeón del Torneo Federal A.
En febrero de 2017 ficha para Concepción

## Clubes
| Club                  | País      | Año         | PJ | Goles |
| --------------------- | --------- | ----------- | -- | ----- |
| River Plate           | Uruguay   | 2007-2011   | 63 | 22    |
| Peñarol (Cedido)      | Uruguay   | 2011-2013   | 46 | 5     |
| Carabobo              | Venezuela | 2013        | 15 | 1     |
| Danubio               | Uruguay   | 2014        | 10 | 0     |
| Fénix                 | Uruguay   | 2014        | 10 | 1     |
| Cerro Largo           | Uruguay   | 2015        | 2  | 0     |
| Boston River          | Uruguay   | 2015        | 7  | 1     |
| San Martín de Tucumán | Argentina | 2016        | 7  | 0     |
| Concepción FC         | Argentina | 2017        | 0  | 0     |
| Altos Hornos Zapla    | Argentina | 2017 - 2018 | 7  | 0     |
| San Jorge de Tucumán  | Argentina | 2018 - 2019 | 13 | 2     |
| Central Español       | Uruguay   | 2019        | 11 | 1     |
| Racing                | Uruguay   | 2020 - 2021 | 22 | 3     |
| Cooper                | Uruguay   | 2022-2024   | 52 | 12    |
| Bella Italia          | Uruguay   | 2025-act.   |    |       |

## Palmarés
| Título                  | Club                  | País      | Año     |
| ----------------------- | --------------------- | --------- | ------- |
| Campeonato Uruguayo     | Peñarol               | Uruguay   | 2012-13 |
| Campeonato Uruguayo (2) | Danubio               | Uruguay   | 2013-14 |
| Torneo Federal A        | San Martín de Tucumán | Argentina | 2016    |